# Seznam nosilcev spominskega znaka Fernetiči 1991
Seznam nosilcev spominskega znaka Fernetiči 1991.

## Seznam
(datum podelitve - ime)
- 18. junij 1998 - Damjan Antončič - Darijo Arčon - Boris Bandelj - Robert Bekar - Simon Benčina - Marko Bernetič (posmrtno) - Stanislav Bole - Marko Borjančič - Drago Božac - Aleš Brcar - Pavel Brundula - Tomi Colja - Bojan Čeh - Danijel Čigon - Slavko Čotar - Dejan Črgan - Andrej Dezoris - Pavel Fabiani - Edi Fabjan - Leo Fabjan - Jožko Fakin - Miran Fakin - Franc Ferfila - Silvo Frankič - Viljem Gaspari - Radovan Glumac - Andej Godina - Iztok Godnič - Mirko Godnič - Samo Godnič - Igor Gomezel - Silvester Gorjan - Bojan Gorup - Zvezdan Gregorič - Marjan Grgič - Aleš Grmek - Darjo Grmek - Mitja Grmek - Silvan Grmek - Marijan Hovelja - Branko Hreščak - Mitja Hrovatin - Edi Ivančič - Leon Jelušič - Miloš Jelušič - David Kavčič - Franc Kavčič - Edvard Knez - Bruno Kocjan - Bogdan Kokoravec - Vladimir Korošec - Bogdan Kosič - Izidor Kovač - Aleksander Kovšča - Sergij Kristančič - Darko Križman - Marko Kukanja - Danilo Lavrenčič - Bogdan Lozej - Aleš Luin - Borut Lunder - Bogdan Mahnič - Žarko Marjanovič - Miran Markuža - Rajko Markuža - Dušan Metljak - Drago Miklavec - Erik Mikše - Borut Mulič - Janez Pajer - Darjo Pajk - Roman Pavlič - Damian Pavšič - Andrej Perhavec - Božo Pipan - Artur Požar - Simon Premrl - Robert Prunk - Darko Radišić - Istvan Ravbar - Zdenko Rebec - Goran Rojc - Silvan Rojc - Viljem Ružič - Milan Saksida - Dušan Sanabor - Stojan Sedmak - Avrelij Semolič - Peter Semolič - Andrej Sitar - Franko Sluga - Darijo Marjan Srednik - Boris Stepančič - Ludvik Stopar - Stojan Suša - Božo Skapin - Milan Škapin - Igor Štemberger - Ivan Štemberger - Aleks Štolfa - Aleš Štolfa - Milivoj Štrekelj - Matjaž Tasič - Davorin Tavčar - Dejvi Tavčar - Božidar Terčon - Viljan Trampuž - Igor Trebec - Viljem Trobec - Rado Ukmar - Robert Ukmar - Srečko Umek - Denis Vidmar - Branko Vovk - Davorin Zabric - Marijan Žerjal - Borut Žiberna - Franc Žiberna - Andrej Žigon - Darko Žigon - Damjan Živec

- 19. junij 1998 - Egon Božič - Janko Bratina - Tomaž Čehovin - Bogdan Gojkovič - Armando Gomezel - Stojan Gorkič - Vladimira Grgorovič - David Guštin - Darko Hočevar - Jožef Hojnik - Mitja Jelušič - Dean Kariž - Manfred Kepe - Feliks Kolar - Robert Kralj - Mirko Krapša - Bojan Križman - Silvan Krt - Ivan Krulej - Valter Likar - Dragomir Mali - Andrej Mihalič - Robert Mlakar - Damijan Mohorčič - Silvo Nemanič - Miran Obreht - Milan Papič - Zdenka Popovič - Maksimiljan Prunk - Dušan Rakič - Aleš Ražem - Marko Rebec - Mirsad Salkić - Zajim Selimović - Zdravko Slavec - Igor Smrdel - Goran Širca - Gorazd Širca - Bojan Škamperle - Štefan Štok - Ivan Šuštar - Etbin Tavčar - Ervin Tomšič - Igor Ukmar - Igor Vrčon - Marjo Zlobec - Marijan Železnik - Josip Žugelj

- 20. november 1998 - Bruno Blažina - Edvin Bole - Milan Cerkvenik - Iztok Čargo - Dušan Fric - Boris Gradič - Franc Gerič - Branko Gregorec - Igor Kerin - Boris Kolar - Vojko Levstik - Jožef Muhič - Rajko Oberstar - Bojan Penko - Edvard Puntar - Danimir Rebec - Anton Repše - Robert Rešetič - Rajko Sitar - Robert Slapšak - Zdenko Udovič - Franko Zadnik

- 15. oktober 2000 - Djego Bertok - Miran Bogdan - David Brumec - David Celcer - Martin Koželj - Bojan Vetrih - Rudolf Zelko - Boris Žibrat